# 埼玉東萌短期大学
埼玉東萌短期大学（さいたまとうほうたんきだいがく、英語: Saitama Toho Junior College）は、埼玉県越谷市新越谷1-85-1に本部を置く日本の私立大学。1973年創立、2011年大学設置。大学の略称は東萌。

## 概観

### 大学全体
- 埼玉県越谷市に所在する日本の私立短期大学で、設置主体は学校法人小池学園[1]
- 2011年に開学。設置されている学科は幼児保育学科のみで、男女共学。なお、同じ七左町内には学校法人本部および同系列である武蔵野星城高等学校と専門学校東萌ビューティーカレッジがある。

### 略歴
- 1973年に設置された越谷高等家政学院に始まるとされる。以来専修学校を経て、学科の増設や廃止があって保育系の学科をもつ専修学校となった。2011年には旧来の保育専門学校を発展・改組して埼玉東萌短期大学を新設する。

### 建学の精神（校訓・理念・学是）
- 「以愛為人[注 1]。教育理念は「自尊・創造・共生」る[注釈 1]。

### 学風および特色
- 大学名である「東萌」は「東から陽が昇る様に萌えあがる」に由来している[注釈 1]

## 基礎データ

### 交通アクセス
徒歩の場合
東武伊勢崎線新越谷駅またはJR武蔵野線南越谷駅。ただし、15分程度はかかる距離。
バスの場合
東武伊勢崎線新越谷駅西口にあるサンクス前よりグローバルバスを利用。「小池学園」バス停留所下車すぐの場所にある。

### 象徴
- 埼玉東萌短期大学のカレッジマーク[注 2]。

## 沿革
- 1973年　
  - 埼玉県越谷市南越谷において、越谷高等家政学院を開校。
- 1976年　
  - 校名を越谷家政専門学校に改称。
- 1981年　
  - 現在地である、越谷市七左町に移転。
- 1987年
  - 5月　ハワイ州立JBキャッスル高等学校と姉妹校となる。
  - 10月　専修学校が学校法人小池学園の認可を受ける。
- 1992年　
  - カナダのブリティッシュコロンビア州立ノースアイランド大学と姉妹校となる。
- 1993年　
  - 英会話科を設置。および校名を小池学園東萌専門学校に改称。
- 1994年　
  - オーストラリアのロレインマーティンカレッジと姉妹校となる。
- 2004年　
  - 保育科を設置。
- 2005年　
  - 校名を東萌保育専門学校に改称。
- 2010年　
  - 10月29日 左記を以て文部科学省より短期大学の設置が認可される[注 3]。
- 2011年　
  - 4月1日 埼玉東萌短期大学以下の学科体制にて開学[注 4]。
    - 幼児保育学科 入学定員80名

## 教育および研究
- 現在、保育者の養成を執り行っている。関連施設（社会福祉法人東萌会）となっている南越谷保育園での保育実習が取り入れられている。

### 学科
- 幼児保育学科 入学定員80名[1]

### 取得資格について
- 保育士資格と幼稚園教諭免許状（二種）が取得できる。

### 附属機関
- 埼玉東萌短期大学附属図書館：所蔵資料は概ね10,000冊となっている[注釈 1]。

## 施設
設備：現在、学生ラウンジ、パソコンルームなどが完備されている。

### 学生食堂
- 現在は、設置されていない。

### 系列校
- 武蔵野星城高等学校
- -専門学校東萌ビューティーカレッジ